# Дембсько (Західнопоморське воєводство)
Дембсько (пол. Dębsko, нім. Denzig) — село в Польщі, у гміні Каліш-Поморський Дравського повіту Західнопоморського воєводства.
Населення — 250 осіб (2011).
У 1975-1998 роках село належало до Кошалінського воєводства.

## Демографія
Демографічна структура станом на 31 березня 2011 року:
|          | Загалом | Допрацездатний вік | Працездатний вік | Постпрацездатний вік |
| -------- | ------- | ------------------ | ---------------- | -------------------- |
| Чоловіки | 126     | 28                 | 85               | 13                   |
| Жінки    | 124     | 25                 | 71               | 28                   |
| Разом    | 250     | 53                 | 156              | 41                   |